# Tricyklodekan
Tricyklodekan (zkráceně TCD) je tricyklický uhlovodík se vzorcem C10H16. Vytváří dva stereoizomery, endo a exo.
Exo forma má využití jako složka paliv pro tryskové motory, kde je vhodná díky své vysoké hustotě energie. Exo-izomer se také vyznačuje nízkou teplotou tání.
Z důvodu těchto vlastností byly vlastnosti tricyklodekanu podrobně zkoumány.

## Reakce
Reakce tricyklodekanu byly zkoumány za využití několika různých způsobů přípravy výchozí látky.
Jednotlivé izomery se za přítomnosti chloridu hlinitého, absorbovaného na oxidu křemičitém nebo zeolitech, mohou přeměňovat jeden v druhý, přičemž je hlavním produktem exo-izomer.